# Mora Villalobos
Mora Villalobos o también conocido como Campo 29, es un ejido del municipio de Cajeme ubicado en el sur del estado mexicano de Sonora, en la zona del valle del Yaqui. Según los datos del Censo de Población y Vivienda realizado en 2020 por el Instituto Nacional de Estadística y Geografía (INEGI), Mora Villalobos (Campo 29) tiene un total de 1177 habitantes.

## Geografía
Mora Villalobos se sitúa en las coordenadas geográficas 27°30'39" de latitud norte y 110°03'20" de longitud oeste del meridiano de Greenwich, a una elevación de 27 metros sobre el nivel del mar. Está asentada sobre la carretera estatal 128, que va de Ciudad Obregón a San José de Bácum.